# PopTop Software
PopTop Software（ぽっぷとっぷ そふとうぇあ）はかつてアメリカにあったゲーム製作会社である。有名な作品として、トロピコやレイルロードタイクーンなどがある。カジュアルゲームを制作しているPopCap Gamesと混同されがちであるが、別の会社である。

## 沿革
1993年にフィル・スティーンメイヤーによって設立され、本拠地をミズーリ州フェントン市に構えた。同社の最後の作品は2005年10月に発売されたShattered Unionである。
2006年3月、Take-Two InteractiveがPopTop Softwareとシド・マイヤーのFiraxis Gamesと合併すると発表し、シド・マイヤーが代表になると考えられている。

## 開発したゲーム
- レイルロードタイクーンII (1998年)
- トロピコ (2001年)
- レイルロードタイクーンIII (2003年)
- Shattered Union